# 비치핸드볼
비치핸드볼(영어: Beach handball)은 핸드볼에서 파생 된 구기의 하나이다. 비치핸드볼은 두 팀이 패스를 하고 공을 튕기거나 굴려 상대 팀의 골문에 던지는 팀 스포츠이다. 이 게임은 표준 핸드볼과 유사하지만 단단한 바닥이 아닌 모래 위에서 진행된다. 공이 모래 위에서 바운스의 대부분을 잃기 때문에 드리블이 거의 또는 전혀 없으며 대신 이동 규칙이 여전히 적용되므로 플레이어는 더 많은 패스를 수행한다.

## 설명
경기는 10분씩 2세트로 진행되며, 하프타임은 5분이다. 정규 세트가 끝날 때 팀이 동점인 경우 팀은 골든 골을 위해 플레이한다. 2세트가 끝난 후 팀이 동점일 경우 해당 팀은 타이 브레이커에 참여하게 된다. 타이 브레이크는 골키퍼가 자신의 선수에게 공을 던지고, 그 선수는 상대 골키퍼와 일대일로 득점을 시도하는 것이다. 정규 경기에서 골키퍼가 골을 넣는 경우 이는 2점으로 계산된다. 반면에 외야 선수가 득점한 일반 골은 1점으로 계산된다. 360도 점프, 앨리웁 등 창의적이거나 화려한 골에는 2점을 부여하고, 기내 골과 6미터 던지기도 부여한다.
첫 번째 유럽 선수권 대회는 2000년에 열렸다.
2014년 9월 기준, 브라질은 세계랭킹 1위를 차지하고 있으며, 2014 비치핸드볼세계선수권대회에서는 남자부와 여자부 모두 세계선수권 우승국이다.

## 복장
2021년 노르웨이 여자팀은 불가리아에서 열린 유럽 챔피언십 경기에서 여자들이 비키니 하의 대신 자전거용 반바지를 입은 후 부적절한 옷차림으로 인해 €1500의 벌금을 물었다. 비평가들은 벌금과 기본 규칙을 비웃었다. 노르웨이 핸드볼 연맹이 벌금을 내겠다고 발표했지만 팝가수 핑크는 벌금을 내겠다고 제안했다. 2021년 11월, 국제 핸드볼 연맹은 노르웨이 팀이 착용하여 벌금을 부과받은 반바지와 밀접하게 일치하도록 복장 규정을 변경했다.

## 같이 보기
- 비치발리볼
- 핸드볼